# Nakiri bōchō

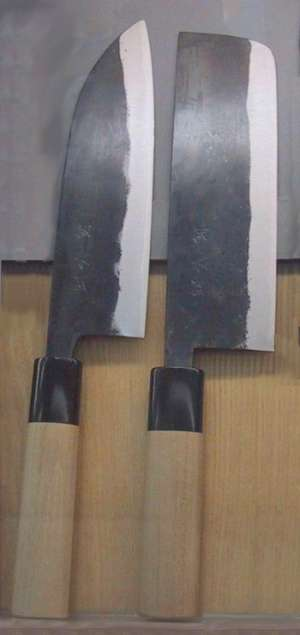
Nakiri bocho, links: Osaka-Stil, rechts: Tokyo-Stil

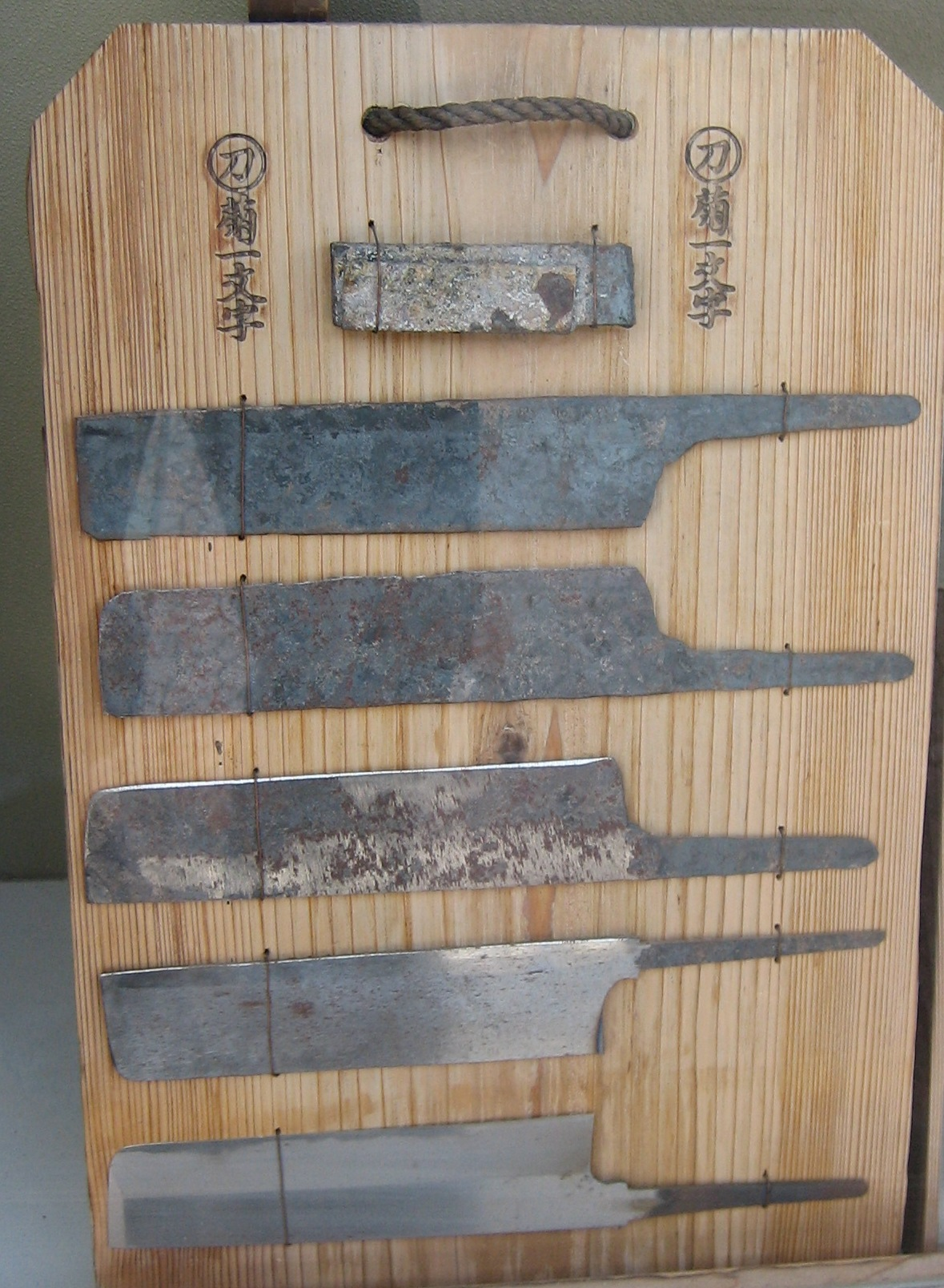
Herstellungsschritte eines Nakiri bocho, Tokyo-Stil

b) Ryoba-Schneide a) Kataba-Schneide für Rechtshänder und c) für Linkshänder, jeweils aus der Sicht des Benutzers. (Das gezeigte Messer westlichen Stils für Rechtshänder dient nur der Verdeutlichung.)

Nakiri bōchō (jap. 菜切り包丁, dt. „Gemüseschneide-Küchenmesser“) und Usuba bōchō (薄刃包丁, dt. „dünne-Schneide-Küchenmesser“) sind Gemüsemesser japanischen Stils. Sie unterscheiden sich von den Deba bōchō in der Stärke der Klinge wie auch in der Form der Schneide, die einen einseitigen Anschliff von rechts hat, um feine, gerade Schnitte zu ermöglichen. Während die stärkeren und schwereren Klingen der Deba bōchō durch dünne Knochen keinen Schaden nehmen, sind sie zum Schneiden von Gemüse ungeeignet, da die dicke Klinge dünne Gemüsescheiben durch den größeren Winkel der Schneide zerbrechen würde. Die dünneren Klingen der Nakiri bōchō und Usuba bōchō sind zum Schneiden von Gemüse besser geeignet, jedoch empfindlicher (vergl. Hackmesser). Die dünne Klinge des Nakiri-Messers minimiert die Zellschädigung von Gemüse und trägt so dazu bei, Geschmack, Textur und Aussehen zu erhalten.

## Aussehen
Handgeschmiedete Nakiri bōchō haben manchmal noch eine teilweise schwarze Klinge, die sogenannte Schmiedehaut. Die Form der Nakiri bōchō hängt von der Ursprungsregion ab; Messer aus der Gegend von Tokio sind rechteckig, wohingegen Messer aus der Gegend von Ōsaka eine abgerundete vordere Oberkante haben. Die Schneide ist auf beiden Seiten geschliffen (im Japanischen ryoba 両刃 genannt), was einen universelleren Einsatz des Messers ermöglicht. Die übliche Länge liegt zwischen 13 und 18 cm.
Usuba bōchō dagegen sind professionell genutzte Gemüsemesser. Sie unterscheiden sich von den Nakiri bōchō durch den einseitigen Anschliff der Schneide (im Japanischen katakiriba genannt). Das macht feinere Schnitte möglich, erfordert jedoch mehr Übung. Dieser Anschliff von rechts macht jedoch das linkshändige Schneiden unmöglich, weshalb neuerdings in Japan auch Messer für Linkshänder hergestellt werden. Außerdem sind die Usuba bōchō normalerweise ein wenig schwerer als die Nakiri bōchō, wenn auch leichter als die Deba bōchō.